# Maouéni (Anjouan)
Maouéni ist eine Siedlung auf der Komoreninsel Anjouan im Indischen Ozean. 2016 hatte der Ort ca. 7529 Einwohner.

## Geografie
Der Ort liegt an der Westküste des Südzipfels von Anjouan an der Bucht Bouégnombé. Im Norden ist der nächste größere Ort Moya. Weiter südlich liegen die Orte Chindrini und Kangani am Hang der zentralen Bergkette.
In der Umgebung des Ortes münden die Flüsse Msimoukoundrou und Kombajou in den Indischen Ozean.

## Klima
Nach dem Köppen-Geiger-System zeichnet sich Maouéni durch ein tropisches Klima mit der Kurzbezeichnung Am aus. Die Temperaturen sind das ganze Jahr über konstant und liegen zwischen 20 °C und 25 °C.